# 以色列之声会堂
以色列之声会堂（英語：Congregation Kol Israel）是美国纽约州纽约市的一座犹太会堂和历史建筑，位于布鲁克林冠冕嶺的圣约翰坊603号，建于1928年。它是一座两层的矩形建筑，表面不规则粗石贴面。
2009年，该建筑列入国家史迹名录.